# اخراجی‌ها
اخراجی‌ها فیلمی طنز-جنگی ایرانی به کارگردانی و نویسندگی مسعود ده‌نمکی و تهیه‌کنندگی حبیب‌الله کاسه‌ساز محصول ۱۳۸۵ است. اخراجی‌ها پس از دو مستند فقر و فحشا و کدام استقلال؟! کدام پیروزی؟! نخستین فیلم داستانی ده‌نمکی است. کتاب اخراجی‌ها یک سال پس از ساخت این فیلم به چاپ رسید. این فیلم پرفروش‌ترین فیلم در سال ۱۳۸۶ شد.

## خلاصه داستان
مجید از اراذل جنوب تهران عاشق دختر پیرمرد عارفی به‌نام میرزا می‌شود. میرزا شرط ازدواج مجید و دخترش را سر به راه شدن او می‌داند. مجید تصمیم می‌گیرد برای اثبات سر به راه شدنش به جبهه برود که بقیه دوستانش نیز همراه او می‌شوند. برای حضور آنها در جبهه، مخالفت‌هایی وجود دارد اما با ضمانت میرزا و یکی دیگر از رزمنده‌ها آنها به پادگان آموزشی می‌رسند. هدف هر کدام از افراد گروه برای رفتن به جبهه به نوبه خود بامزه و با توجه به زمانی که فیلم داستان خودش را روایت می‌کند عجیب است.

## بازیگران
| بازیگر             | نقش                         |
| ------------------ | --------------------------- |
| کامبیز دیرباز      | مجید سوزوکی                 |
| اکبر عبدی          | بایرام                      |
| امین حیایی         | بیژن                        |
| محمدرضا شریفی‌نیا   | صالح                        |
| ارژنگ امیرفضلی     | امیر                        |
| علی اوسیوند        | مصطفی                       |
| سپند امیرسلیمانی   | کامران                      |
| کمند امیرسلیمانی   | مجری                        |
| ساغر عزیزی         | خبرنگار صداوسیما            |
| نیوشا ضیغمی        | نرگس                        |
| نگار فروزنده       | مرضیه                       |
| مینا جعفرزاده      | مادر مجید                   |
| لیلا بلوکات        | خبرنگار منافق/مجری صداوسیما |
| مازیار لرستانی     | همسر صالح                   |
| سید جواد هاشمی     | مرتضی                       |
| قاسم زارع          | کمالی                       |
| منوچهر آذر         | میرزا                       |
| فخرالدین صدیق شریف | حاج‌آقا                      |
| شهرام شکیبا        | مجری                        |
| علی دهکردی         | مجری                        |
| عبدالرضا اکبری     | محمود                       |
| محمود مقامی        | رسولی                       |
| سیروس کهوری‌نژاد    | کریم (کریم سوسکه)           |
| غلامرضا علی‌اکبری   | حاج حمید                    |
| ابوالفضل همراه     | عباس                        |
| سیروس اسنقی        | ماشاالله                    |
| محمد مقنی یزدی     | عمو سیفی                    |
| علی شیدوش          | مرد فیلمبردار               |

## جوایز
| سال  | جشنواره                        | بخش                           | نامزدی                         | نتیجه    | جایزه        | منبع  |
| ---- | ------------------------------ | ----------------------------- | ------------------------------ | -------- | ------------ | ----- |
| ۱۳۸۵ | بیست و پنجمین جشنواره فیلم فجر | بهترین فیلم از نگاه تماشاگران | مسعود ده‌نمکی                   | برنده    | سیمرغ بلورین | [ ۶ ] |
| ۱۳۸۵ | بیست و پنجمین جشنواره فیلم فجر | بهترین جلوه‌های ویژه           | بهنام خاکسار و جواد شریفی‌راد   | نامزدشده | سیمرغ بلورین | [ ۶ ] |
| ۱۳۸۵ | بیست و پنجمین جشنواره فیلم فجر | بهترین صدابرداری              | محمدرضا شجاعی و مجید میرفخرایی | نامزدشده | سیمرغ بلورین | [ ۶ ] |
| ۱۳۸۵ | بیست و پنجمین جشنواره فیلم فجر | بهترین طراحی صحنه و لباس      | مجید میرفخرایی و محمدرضا شجاعی | نامزدشده | سیمرغ بلورین | [ ۶ ] |
| ۱۳۸۶ | بیست و ششمین جشنواره فیلم فجر  | بهترین پوستر                  | حیدر رضایی                     | برنده    | سیمرغ بلورین | [ ۶ ] |

## دنباله‌ها
- اخراجی‌ها (مجموعه فیلم)
- اخراجی‌ها ۲
- اخراجی‌ها ۳